# Хатенхофен (Виртемберг)
Хатенхофен (њем. Hattenhofen) општина је у њемачкој савезној држави Баден-Виртемберг. Једно је од 38 општинских средишта округа Гепинген. Према процјени из 2010. у општини је живјело 2.940 становника. Посједује регионалну шифру (AGS) 8117029.

## Географски и демографски подаци
Хатенхофен се налази у савезној држави Баден-Виртемберг у округу Гепинген. Општина се налази на надморској висини од 366 метара. Површина општине износи 7,6 km². У самом мјесту је, према процјени из 2010. године, живјело 2.940 становника. Просјечна густина становништва износи 385 становника/km².